# Krimmermennoniterna
Krimmermennoniterna var ett trossamfund, med rötter bland ryska mennoniter som 1860 köpte en muslimsk by på Krimhalvön, slog sig ner där och gav byn namnet Annafeld.  Där uppstod en pietistisk väckelse under ledning av Jakob A. Wiebe.
1867 bildades bland de nyväckta en församling, ansluten till mennonitrörelsen Kleine Gemeinde (KG).
Wiebe avskiljdes först till predikant och senare till äldste för församlingen.
Wiebe och hans anhängare kom till slutsatsen att enbart acceptera trefaldig, framstupa nedsänkning i ett rinnande vattendrag som giltigt dop och vände sig därför till KG-ledaren Johann Friesen (som varit med och bildat församlingen) med en önskan om att bli omdöpta. Då Friesen avvisade detta utsåg man istället en av sina egna bröder, Kornelius Enns att döpa äldste Wiebe som i sin tur döpte om 18 andra församlingsmedlemmar den 21 september 1869.
I och med detta blev man i realiteten ett eget trossamfund.
Man kallade sig själva för brödraförsamlingen (Brüdergemeinde) men kom snart att kallas 
Krimmer Mennoniten Brüdergemeinde, för att skilja dem från Mennonitbröderna.
1874 emigrerade de flesta av de 40 församlingsmedlemmarna till Marion County, Kansas, USA där man byggde byn Gnadenau (numera kallad Hillsboro) och en kyrka. Den 15 februari 1877 registrerades församlingen hos myndigheterna som "Gnadenau Mennonite Church".
1879 anslöt sig KG-predikanten Abraham Klassen till församlingen och bildade året därpå en liten församling i sin hemby Jansen, Nebraska. En del hutteriter kom också snart att ansluta sig till rörelsen sedan de utslutits ur sitt gamla sammanhang eftersom de hade privata ägodelar.
1880 bildade de båda församlingarna en konferens som samlades årligen, från 1882.
1886 beslutade konferensen att påbörja den första mennonitiska missionsverksamheten bland afroamerikaner (i Elk Park, North Carolina). 
Samma år bildades en ny församling i Bridgewater, South Dakota.
1897 bildades en i Bethel, Oklahoma och två år senare grundades den första kanadensiska församlingen i Waldheim, Saskatchewan. 
1899 registrerades kyrkan officiellt som "Crimean Mennonite Brethren Church".
När Jacob A Wiebe år 1900 avgick som äldste så miste rörelsen många medlemmar.
Men brodern Henry Wiebe tog över och under hans tid som äldste (1900-1910) kom flera nya församlingar att bildas, även om inte alla blev särskilt långlivade.
1910-1937 var John J. Friesen kyrkans äldste och den 12 juli 1917 ändrades åter kyrkans officiella namn till "Krimmer Mennonite Brethren Church of North America".
Denna kyrkas officiella organ var tidskriften Der Wahrheitsfreund som senare ersattes av Christian Witness (1941-1960). 
1918 byggde man Salemsjukhuset i Hillsboro, tillsammans med Mennonitbröderna.
Samarbetet med detta trossamfund växte under åren och 1940 beslutade man sig för att stödja Mennonitbrödernas bibelskola, Tabor College - i vars styrelse man fick utse ett ombud.
1951 fick man en officiell förfrågan om samgående från Mennonitbröderna.
Detta förslag röstades ner vid konferensen 1954.
Krimmermennoniterna bestod vid denna tidpunkt av elva församlingar med 1 791 medlemmar samt sex svarta församlingar i North Carolina.
1957 lyckades enhetsivrarna dock få Krimmermennoniternas konferens att anta propåerna om samgående, med två tredjedels majoritet. Församlingen i Salem, Saskatchewan vägrade dock att acceptera detta beslut och anslöt sig istället till de evangeliska mennonitbröderna.
Det officiella samgåendet mellan de båda mennonitkonferenserna skedde i samband med Mennonitbrödernas 100-årsjubileum i Reedley, Kalifornien den 14 november 1960. Krimmermennoniterna understödde vid samgåendet 31 missionärer i nio länder, tillhörande olika missionssällskap.